# Diocese de Ponta Grossa
A Diocese de Ponta Grossa (Dioecesis Ponta Grossa) é uma divisão territorial da Igreja Católica no estado do Paraná. Foi criada em 10 de maio de 1926 pela bula Quum in Dies Numerus do papa Pio XI, juntamente com a Diocese de Jacarezinho e a Diocese de Foz do Iguaçu, todas desmembradas da Diocese de Curitiba. Sua sede é a cidade de Ponta Grossa. 
A diocese abrange dezessete municípios: Carambeí, Castro, Imbituva, Ipiranga, Ponta Grossa, Telêmaco Borba, Ortigueira, Reserva, Tibagi, Ivaí, Piraí do Sul, Teixeira Soares, Fernandes Pinheiro, Ventania, Irati, Guamiranga, Imbaú.

## História
A diocese foi erigida em 10 de maio de 1926 com a bula Quum in dies numerus do Papa Pio XI, obtendo o território da diocese de Curitiba, que por sua vez foi elevada a arquidiocese metropolitana.
Em 9 de dezembro de 1933, cedeu parte de seu território para a ereção da prelazia territorial de Palmas (hoje diocese de Palmas-Francisco Beltrão) por meio da bula Ad maius christifidelium do Papa Pio XI.
Em 16 de dezembro de 1965, cedeu parte de seu território para a ereção da diocese de Guarapuava através da bula Christi vices do Papa Paulo VI.
Em 3 de dezembro de 1976, cedeu mais uma parte do seu território para a ereção da diocese de União da Vitória através da bula Qui divino consilio do Papa Paulo VI.
Em 25 de julho de 1983, com a carta apostólica Constat Christifideles, o Papa João Paulo II confirmou a Bem-Aventurada Virgem Maria, venerada sob o título de Nossa Senhora Mãe da Divina Graça, como a principal padroeira da diocese.

## Administração

### Bispos[1]
|                         | Nome                                           | Período   | Notas                              |
| Bispos                  | Bispos                                         | Bispos    | Bispos                             |
| ----------------------- | ---------------------------------------------- | --------- | ---------------------------------- |
| 6º                      | Bruno Elizeu Versari                           | 2024-     | Atual                              |
| 5º                      | Sérgio Arthur Braschi,                         | 2003-2024 | Bispo emérito                      |
| 4º                      | João Braz de Aviz                              | 1998-2003 | Nomeado Arcebispo de Maringá       |
| 3º                      | Murilo Sebastião Ramos Krieger, S.C.J.         | 1991-1998 | Nomeado Arcebispo de Maringá       |
| 2º                      | Geraldo Cláudio Luiz Micheletto Pellanda, C.P. | 1965-1991 |                                    |
| 1º                      | Antônio Mazzarotto                             | 1930-1965 |                                    |
| Bispo coadjutor         |                                                |           |                                    |
|                         | Geraldo Cláudio Luiz Micheletto Pellanda, C.P. | 1960-1965 |                                    |
| Bispos auxiliares       |                                                |           |                                    |
|                         | José Alves da Costa, DC                        | 1986-1991 | Nomeado Bispo de Corumbá           |
|                         | Getúlio Teixeira Guimarães, SVD                | 1980-1984 | Nomeado Bispo de Cornélio Procópio |
| Administrador diocesano |                                                |           |                                    |
|                         | Francisco Carlos Bach                          | 1998      | Vigário-geral                      |
|                         | Francisco Carlos Bach                          | 2003      | Vigário-geral                      |